# 지온 변화도

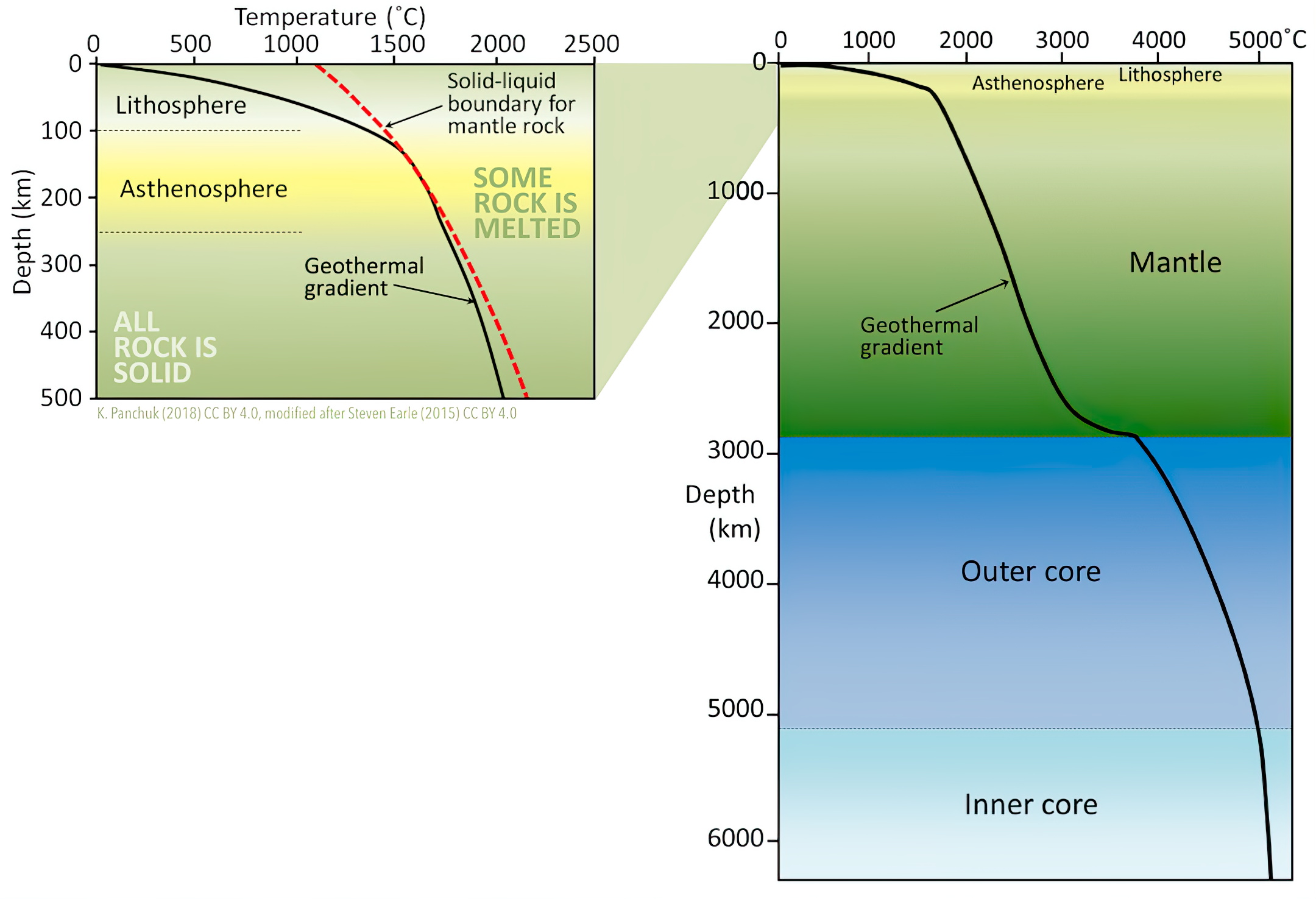
내부 지구 온도 프로파일, 개략도(추정). 빨간색 점선은 각 맨틀 암석이 녹는 최소 온도를 보여준다. 지온 변화도는 약권을 제외하고는 암석의 녹는 온도보다 낮게 유지된다. 맨틀 최상부와 핵-맨틀 경계에서 급격한 상승이 발생한다.

지온 변화도(geothermal gradient)는 지구 내부의 깊이가 증가함에 따라 온도가 변화하는 비율이다. 일반적으로 지각 온도는 훨씬 더 뜨거운 맨틀에서 나오는 열 흐름으로 인해 깊이가 깊어질수록 상승한다. 지각판 경계에서 멀어지면 대륙 지각 표면 근처의 깊이에서 약 25~30°C/km(72~87°F/mi) 정도 온도가 상승한다. 그러나 어떤 경우에는 깊이가 증가함에 따라, 특히 표면 근처에서 온도가 떨어질 수 있는데, 이는 역 또는 음의 지온 변화도라고 알려진 현상이다. 날씨, 태양, 계절의 영향은 대략 10~20m(33~66피트)의 깊이에만 영향을 미친다.
엄밀히 말하면 지열은 반드시 지구를 지칭하지만, 다른 행성에도 적용될 수 있는 개념이다. SI 단위에서 지온 변화도는 °C/km, K/km 또는 mK/m로 표시된다. 이것들은 모두 동일하다.
지구 내부 열은 행성 강착으로 인한 잔열, 방사성 붕괴를 통해 생성된 열, 핵 결정화로 인한 잠열 및 기타 열원의 조합으로 인해 발생한다. 지구에서 열을 발생시키는 주요 핵종은 칼륨-40, 우라늄-238, 우라늄-235, 토륨-232이다. 내핵의 온도는 4000~7000K로 추정되며, 행성 중심의 압력은 약 360GPa(360만기압)로 추정된다. (정확한 값은 지구의 밀도 프로필에 따라 다르다.) 열의 대부분이 방사성 붕괴에 의해 제공되기 때문에 과학자들은 지구 역사 초기, 즉 반감기가 짧은 핵종이 고갈되기 전, 지구의 열 생산량은 훨씬 더 높다. 열 생산은 약 30억년 전 현재의 두 배였으며, 이로 인해 지구 내 온도 변화도가 더 커지고 맨틀 대류 및 판 구조론이 더 빨라져 더 이상 형성되지 않는 코마타이트와 같은 화성암이 생성되었다.
지온 변화도의 상단은 대기 온도의 영향을 받는다. 고체 행성의 최상층은 지역 날씨에 의해 생성된 온도에 있으며, 땅, 암석 등의 유형에 따라 약 10~20미터의 얕은 깊이에서 대략 연간 평균 지표 온도(MAGT)로 붕괴된다. 많은 지열 열 펌프에 사용되는 깊이가 바로 이 깊이이다. 상위 수백 미터는 과거의 기후 변화를 반영한다. 더 내려갈수록 내부 열원이 지배하기 시작하면서 따뜻함이 꾸준히 증가한다.

## 같이 보기
- 온도 기울기
- 지열 발전